# 史堤夫·保特
史堤夫·保特 （Stephen Andrew "Steve" Bould ，1962年1月16日—），英格蘭人，前足球運動員，現為英超球會阿仙奴的副總教練。

## 球員生涯

### 球會
史堤夫·保特出生於英格蘭城市史篤城。1980年時效力他的城市球隊史篤城，1981年9月得到首次出場機會，司職右後衛，該場比賽在客場3-2慘敗給米德爾斯堡，及後被租借到托基聯，在1982年10月獲得一線隊的出場機會，打了9場聯賽。
1988年阿仙奴用了390,000英磅購入史堤夫·保特，和東尼·阿當斯、尼祖·溫特本、李·迪臣合組後衛線，在阿仙奴的日子共得到九個主要榮譽。
1999年球季結束後，以500,000英磅轉會加入新特蘭，並協助球隊得到第7名，但因關節炎在2000年正式退役。

### 國家隊
雖然史堤夫·保特80年代尾至90年代中期一直是頂級聯賽的高質素後衛之一，但只有2次代表國球隊的機會，分別是對陣希臘（5-0）和挪威（0-0）。

## 執教生涯
退休後，2001年6月搬回阿仙奴並成為青年隊教練，他是阿仙奴U18學院的主教練，贏得2008-2009及2009-2010足總青年聯賽，並在2008-2009贏得英格蘭足總青年盃，2012年5月10日，阿仙奴宣布，史堤夫·保特接替退休的帕特·賴斯成為新的助理教練於該賽季後。

## 外部連結
- （英文） 助理教練帕特·賴斯離開阿仙奴  （页面存档备份，存于）BBC Sport. 10 May 2012
- （英文） englandstats.com 11 November 2013 （页面存档备份，存于）